# Ngal'ayel Mukau
Ngal'ayel Mukau (3 november 2004) is een Congolees-Belgisch voetballer die onder contract ligt bij Lille OSC.

## Carrière
Mukau ondertekende in juli 2022 zijn eerste profcontract bij KV Mechelen: de middenvelder ondertekende een tweejarig contract met optie op een extra jaar. KV Mechelen nam hem destijds over van Zulte Waregem, nadat hij eerder al voor de club had gespeeld.
Toen de eerste ploeg van KV Mechelen in december 2022 op stage naar San Pedro del Pinatar trok naar aanleiding van de WK-break, was Mukau een van de zes beloftenspelers die mee mochten. Op 8 januari 2023 maakte hij vervolgens zijn officiële debuut in het eerste elftal van de club: op de 19e competitiespeeldag liet trainer Steven Defour hem in de 2-0-nederlaag tegen Zulte Waregem in de 82e minuut invallen voor Alec Van Hoorenbeeck. Eerder had hij ook al twaalf competitiewedstrijden voor Jong KV Mechelen gespeeld in de Tweede afdeling.
Zijn eerste seizoen bij de A-kern sloot Mukau af met negen invalbeurten in de Jupiler Pro League op de teller. KV Mechelen speelde dat jaar ook de bekerfinale, maar in het bekertoernooi kwam Mukau dat seizoen niet in actie. In de daaropvolgende Supercup – KV Mechelen plaatste zich als verliezende bekerfinalist omdat Antwerp FC in 2023 de dubbel won – kreeg Mukau wel zijn eerste basisplaats in een officiële wedstrijd van het eerste elftal.
Mede door de visumproblemen van Mory Konaté stond Mukau in de eerste vijf competitiespeeldagen van het seizoen 2023/24 in de basis. Van september tot december 2023 verdween Mukau wat naar het achterplan, om vervolgens weer weken op rij in de basis te staan toen Konaté met Guinee deelnam aan de Afrika Cup. Eind januari 2024 brak KV Mechelen zijn contract ook open tot medio 2027.
Op 11 juli 2024 maakte KV Mechelen bekend dat er een akkoord was gevonden met Lille OSC voor een definitieve overgang van Mukau. Met de deal zou zo'n 5 miljoen euro gemoeid zijn. Mukau ondertekende een contract tot 2028 bij de club uit de Ligue 1.  Hij maakte op 13 augustus zijn debuut voor Lille door in de 83e minuut in te vallen voor Angel Gomes in de derde kwalificatieronde voor de Champions League tegen Fenerbahçe SK. Lille speelde deze wedstrijd gelijk na verlengingen, waardoor de club op basis van de score over twee wedstrijden heen doorstootte naar de play-offronde.  Op 27 november scoorde Mukau zijn eerste profdoelpunt door in de poulefase van de Champions League op bezoek bij Bologna FC de 0-1 voor zijn rekening te nemen. Later in de wedstrijd scoorde hij een tweede keer, waardoor Lille 1-2 kon winnen en Mukau werd bekroond tot officiële man van de wedstrijd. 

## Clubstatistieken
| Seizoen         | Club             | Land               | Competitie      | Competitie | Competitie | Beker | Beker | Supercup | Supercup | Europees | Europees | Totaal | Totaal |
| Seizoen         | Club             | Land               | Competitie      | Wed.       | Dlp.       | Wed.  | Dlp.  | Wed.     | Dlp.     | Wed.     | Dlp.     | Wed.   | Dlp.   |
| --------------- | ---------------- | ------------------ | --------------- | ---------- | ---------- | ----- | ----- | -------- | -------- | -------- | -------- | ------ | ------ |
| 2022/23         | Jong KV Mechelen | Vlag van België    | Tweede afdeling | 18         | 1          | —     | —     | —        | —        | —        | —        | 18     | 1      |
| 2022/23         | KV Mechelen      | Vlag van België    | Eerste klasse A | 9          | 0          | 0     | 0     | —        | —        | —        | —        | 9      | 0      |
| 2023/24         | KV Mechelen      | Vlag van België    | Eerste klasse A | 26         | 0          | 1     | 0     | 1        | 0        | —        | —        | 28     | 0      |
| 2023/24         | Jong KV Mechelen | Vlag van België    | Tweede afdeling | 3          | 1          | —     | —     | —        | —        | —        | —        | 3      | 1      |
| 2024/25         | Lille OSC        | Vlag van Frankrijk | Ligue 1         | 19         | 0          | 3     | 0     | —        | —        | 11       | 2        | 33     | 2      |
| Carrière totaal | Carrière totaal  | Carrière totaal    | Carrière totaal | 75         | 2          | 4     | 0     | 1        | 0        | 11       | 2        | 91     | 4      |

## Interlandcarrière
Op 11 mei 2022 speelde Mukau met België –18 een oefeninterland tegen Duitsland –18. Ruim een jaar later riep Guy Bukasa hem op voor de U20 van Congo-Kinshasa, dat in oktober 2023 een dubbele oefeninterland speelde tegen Tunesië. Hij maakte zijn debuut pas een jaar later, door op 28 september 2024 in de 60e minuut van de kwalificatiewedstrijd voor de Afrika Cup tegen Guinee in te vallen voor Charles Pickel. Congo verloor deze wedstrijd met 1-0.